# Wired (film)
Pour les articles homonymes, voir Wired.
Wired est un film biographique sur la vie de John Belushi, réalisé par Larry Peerce en 1989.
Le scénario a été écrit par Earl Mac Rauch et adapté du livre Wired: The Short Life and Fast Times of John Belushi (écrit par le journaliste du  Washington Post Bob Woodward, publié en 1984).

## Synopsis
Alors que le fantôme de John Belushi raconte son histoire, le journaliste Bob Woodward fait des recherches sur la vie du défunt en vue d'écrire un livre sur l'acteur comique.

## Fiche technique
- Réalisation : Larry Peerce
- Scénario : Earl Mac Rauch
- Date de sortie : 1989

## Distribution
- Michael Chiklis : John Belushi
- Ray Sharkey
- J. T. Walsh
- Patti D'Arbanville
- Lucinda Jenney
- Alex Rocco
- Gary Groomes
- Steve Vinovich